# 16.º Congresso Nacional do Partido Comunista da China
O 16º Congresso Nacional do Partido Comunista Chinês foi realizado em Pequim entre 8 e 14 de novembro de 2002. Foram convidados 2.114 delegados e 40 delegados especialmente convidados, que elegeram os 356 membros do 16º Comitê Central do Partido Comunista, bem como os 121 membros da Comissão Central de Inspeção Disciplinar (CCID). O Congresso marcou a transição nominal de poder entre Jiang Zemin e Hu Jintao, que substituiu Jiang como Secretário-Geral, bem como a nova formação do Comitê Permanente do Politburo. A transição institucional seria completada pelo Congresso Nacional do Povo em março de 2003. Jiang, no entanto, permaneceria como líder da Comissão Militar Central, de modo que, na prática, a transição de poder não foi completa. O Congresso Nacional examinou e adotou a emenda à Constituição do Partido Comunista, proposta pelo 15º Comitê Central do Partido, que entrou em vigor a partir da data de sua adoção. Uma emenda à Constituição da China foi aprovada pelo Congresso Nacional do Partido, com a ideologia assinatura de Jiang Zemin, as "Três Representações", sendo inserida no documento.

## Membros do Comitê Central do Partido
O 16º Comitê Central do Partido Comunista foi composto por 198 membros titulares e 158 membros suplentes, além de uma Comissão Central de Inspeção Disciplinar de 121 membros.
- Secretário-Geral do Partido Comunista da China: Hu Jintao (a partir de 15 de novembro de 2002, a primeira sessão plenária do 16º Comitê Central)
  - Secretariado do Comitê Central: Zeng Qinghong, Liu Yunshan, Zhou Yongkang, He Guoqiang, Wang Gang, Xu Caihou e He Yong
- 16º Comitê Permanente: Hu Jintao, Wu Bangguo, Wen Jiabao, Jia Qinglin, Zeng Qinghong, Huang Ju, Wu Guanzheng, Li Changchun e Luo Gan
- 16º Politburo: Wang Lequan, Wang Zhaoguo, Hui Liangyu (Hui), Liu Qi, Liu Yunshan, Li Changchun, Wu Yi (feminino), Wu Bangguo, Wu Guanzheng, Zhang Lichang, Zhang Dejiang, Chen Liangyu, Luo Gan, Zhou Yongkang, Hu Jintao, Yu Zhengsheng, He Guoqiang, Jia Qinglin, Guo Boxiong, Huang Ju, Cao Gangchuan, Zeng Qinghong, Zeng Peiyan, Wen Jiabao
- Comissão Militar Central:
  - Presidente da Comissão: Jiang Zemin
  - Vice-presidentes da Comissão: Hu Jintao, Guo Boxiong e Cao Gangchuan
  - Membros da comissão: Xu Caihou, Liang Guanglie, Liao Xilong e Li Jinai
- Comissão Central de Inspeção Disciplinar:
  - Secretário da CCID: Wu Guanzheng
  - Vice-secretários da CCDI: He Yong, Xia Zanzhong, Li Zhilun, Zhang Shutian, Liu Xirong, Zhang Huixin e Liu Fengyan

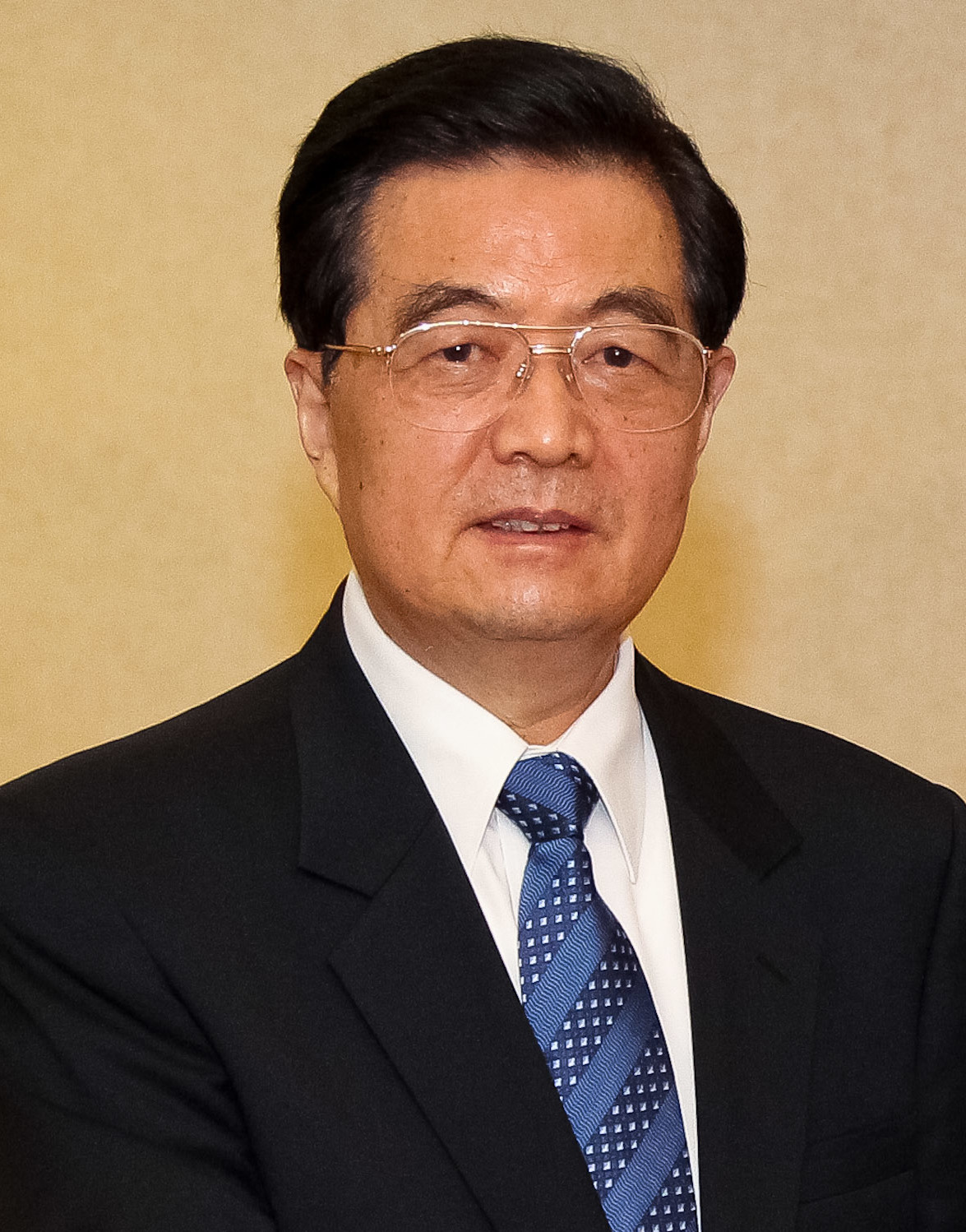
Hu Jintao foi eleito Secretário-Geral no 16º Congresso, embora Jiang Zemin tenha mantido sua posição como líder da Comissão Militar Central e portanto como o Líder Supremo da China.

## Democracia interna no Partido Comunista
Dos quase 200 Comitês Centrais regionais eleitos pelo Congresso, é possível julgar pelo número de votos favoráveis aqueles delegados que não tiveram apoio no partido. Huang Ju, que se tornou vice-primeiro-ministro em 2003, teve o menor número de votos a favor, com mais de 300 delegados votando contrários. Outros entre os sete piores, em ordem de menor popularidade, foram Li Changchun (chefe de propaganda), Zhang Gaoli (então líder do partido em Shandong), Jia Qinglin (presidente da CCPPC ), Xi Jinping (então líder do partido em Zhejiang), Li Yizhong e Chen Zhili (feito Conselheiro de Estado). O líder do partido em Xangai, Chen Liangyu, ficou em décimo lugar, enquanto o líder do partido em Pequim, Liu Qi, ficou em décimo segundo lugar.